# Galerie James Simon

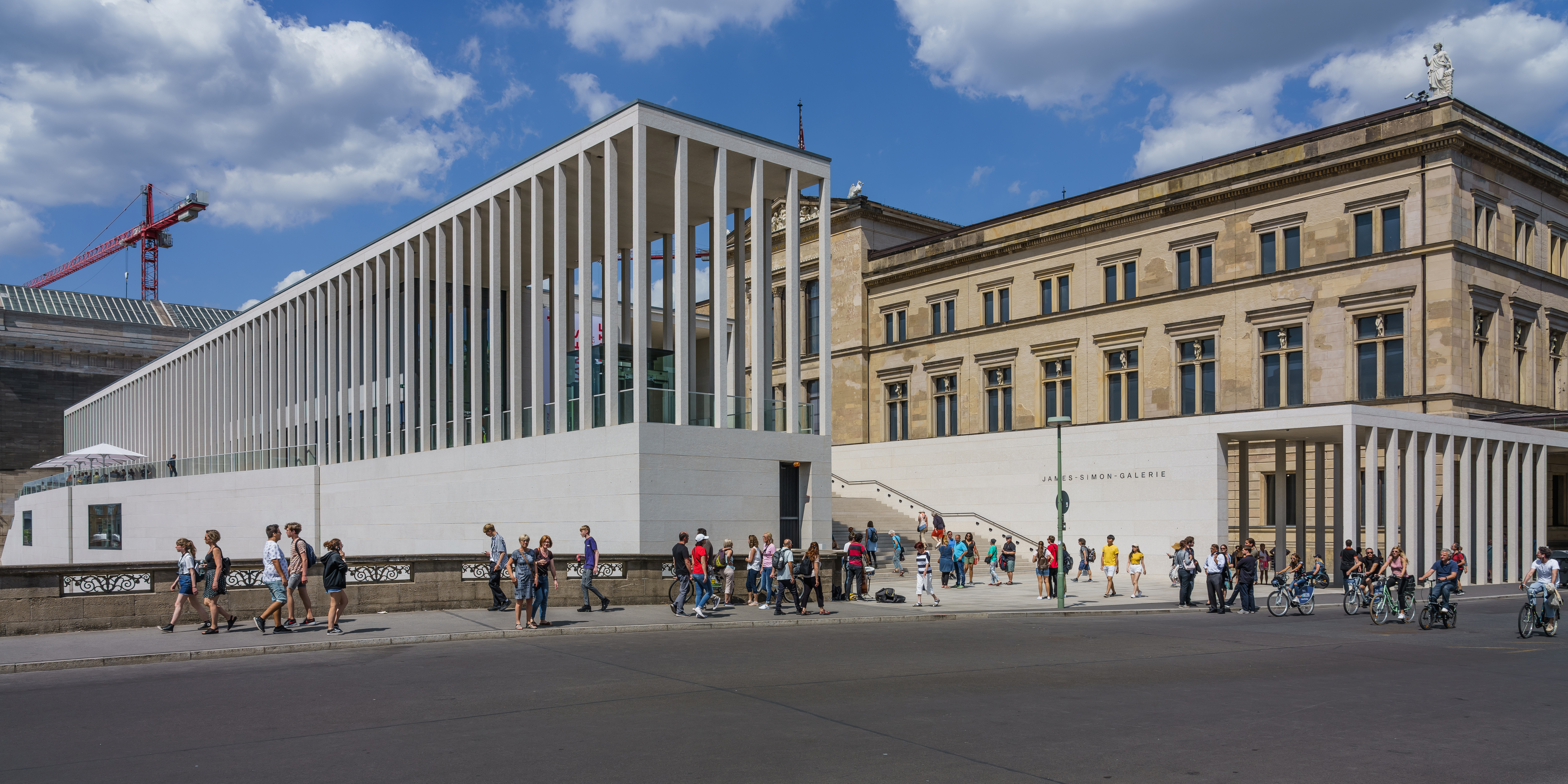
Galerie James Simon en 2019

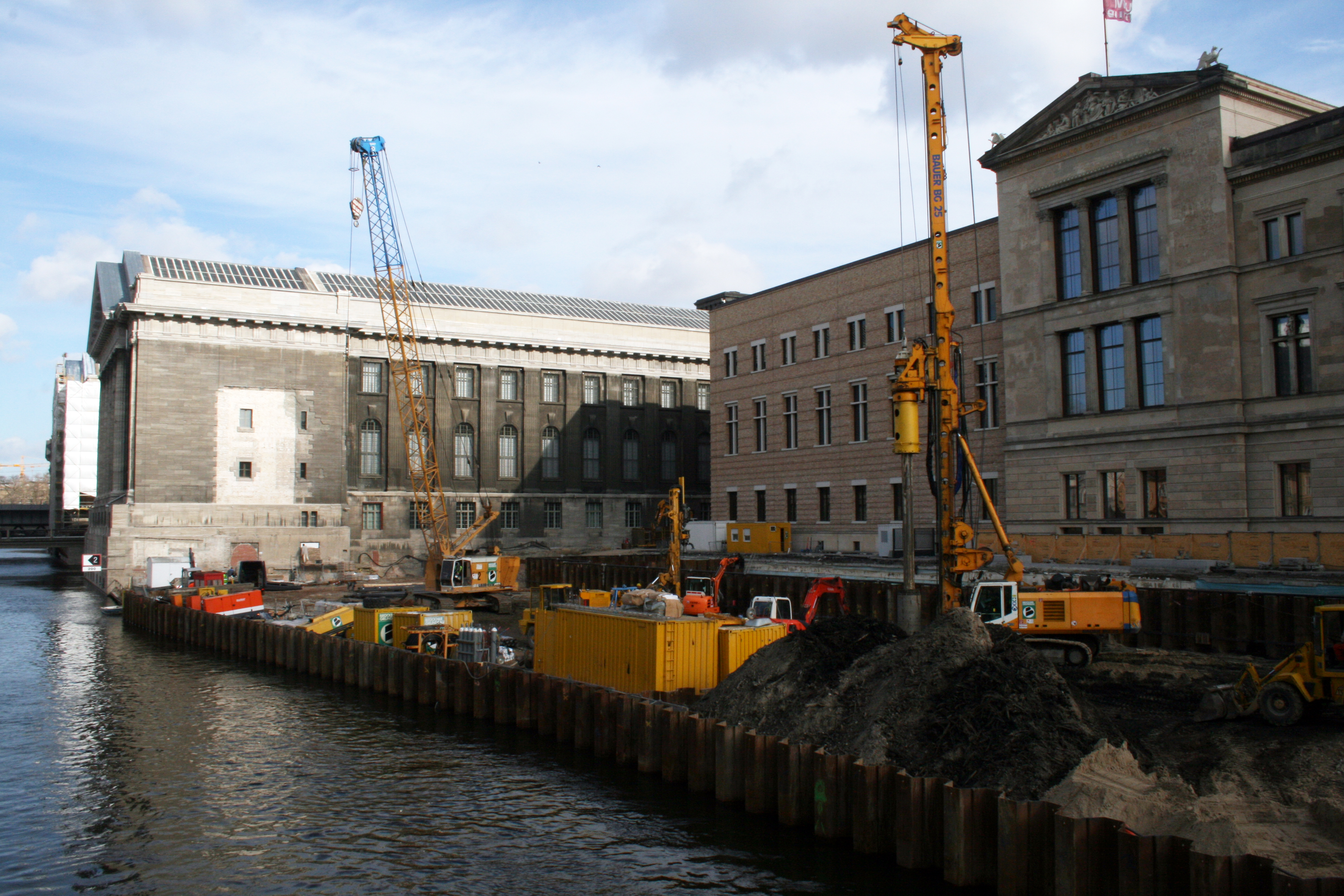
Travaux préparatoires à la construction de la galerie James Simon en 2010

La galerie James Simon est, depuis 2019, le bâtiment d'entrée de l'île aux musées de Berlin, assurant la jonction entre le Neues Museum et le Kupfergraben. Le Neue Packhof, un bâtiment conçu par Karl Friedrich Schinkel avait été construit à cet endroit en 1829-1931. Le nouveau bâtiment, qui portait initialement le titre provisoire Berlin Cube, portera le nom du mécène berlinois Henri James Simon selon une résolution de 2006,. La galerie James Simon est appelée à devenir le bâtiment d'entrée central et le centre d'accueil des visiteurs des cinq musées dans le cadre du plan directeur de l'île aux musées adopté en 1999. La promenade archéologique reliera le bâtiment sous terre avec les musées. En plus de l'infrastructure habituelle d'un musée moderne, des salles d'expositions temporaires seront construites.

## Historique

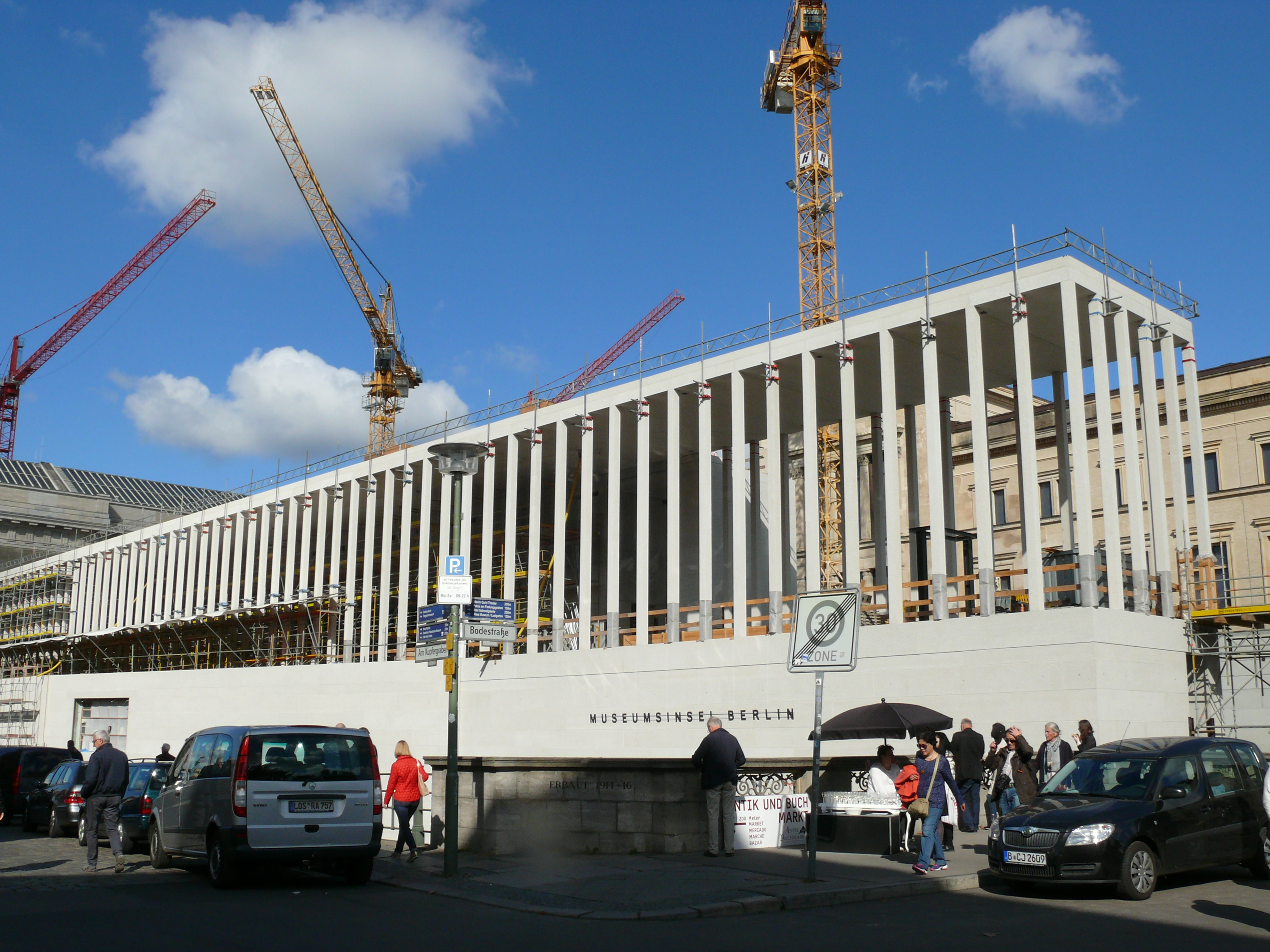
État des travaux de construction de la galerie James Simon en octobre 2016

Un premier projet a été proposé par l'architecte britannique David Chipperfield, qui a remporté le concours en 1999 en présentant une architecture cubique simple faite d'acier et de verre. La planification a été interrompue en 2002 par le gouvernement fédéral en tant que constructeur et financier parce que les coûts de rénovation du musée de Pergame menaçaient d'exploser entre-temps. En novembre 2006, le Bundestag a finalement approuvé des fonds d'un montant de 73 millions d'euros. Après une nouvelle vague de critiques sur le design de Chipperfield, l'architecte a annoncé une révision en décembre 2006 et qui a été confirmé par la fondation prussienne du patrimoine culturel. Une partie de la population berlinoise restait toutefois en désaccord avec ce projet. Une initiative citoyenne avec des représentants éminents (Lea Rosh (en), Günther Jauch) ont ainsi cherché à obtenir un référendum contre la mise en œuvre du projet existant depuis février 2007. Le 27 juin 2007, David Chipperfield a présenté son nouveau design. Le bâtiment actuel avec un espace pour les expositions temporaires, la gastronomie et les boutiques du musée est situé à la base d'un passage de colonnades menant du musée de Pergame au jardin d'agrément le long de la Spree. Les citoyens ont cessé leurs activités de contestation le 2 juillet 2007. Après des années de retards dus à des travaux de fondation compliqués avec l'installation de 1200 pieux et une nouvelle révision des plans, la première pierre du bâtiment a été posée le 18 octobre 2013.
Le coût initial du projet est estimé à 71 millions d'euros, pour réellement passer à 134 millions d'euros après deux décennies de planification, neuf ans de construction et beaucoup de problèmes. Le bâtiment est achevé en juillet 2019 et inauguré et ouvert au public le 13 juillet 2019, en présence 26 000 personnes.